# 스펜서 플랫

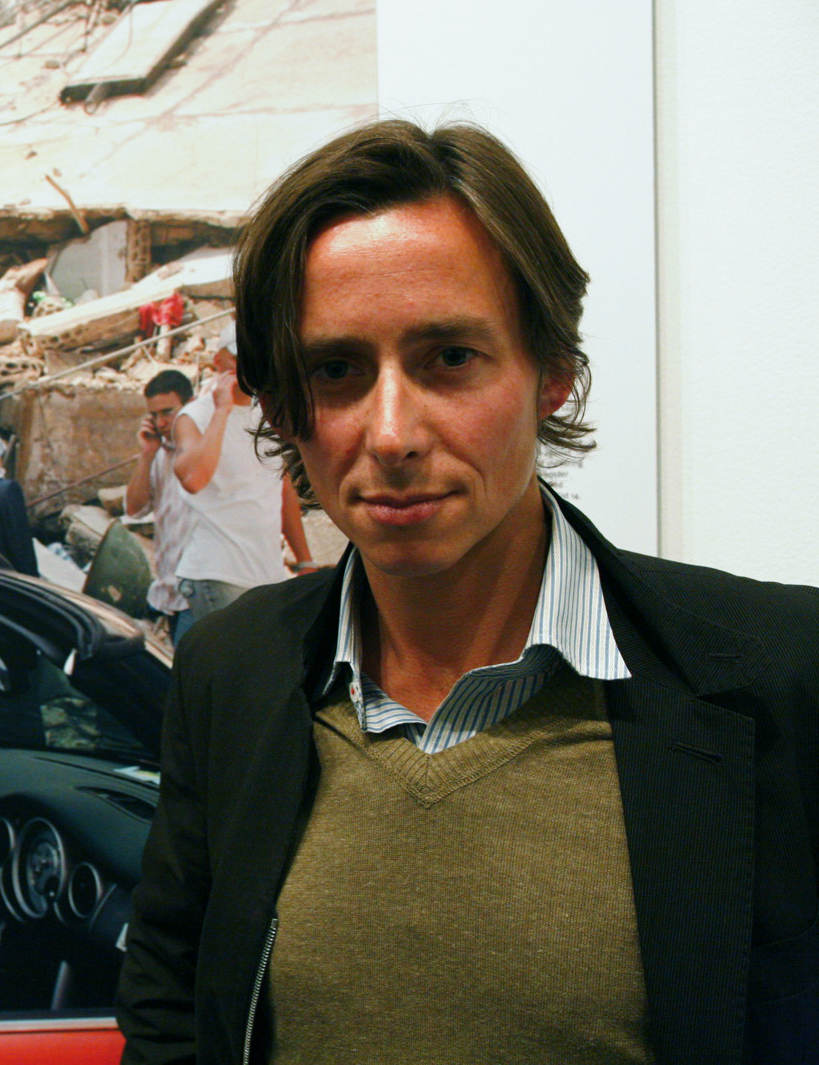
스펜서 플랫

스펜서 플랫(영어: Spencer Platt, 1970년 3월 16일 ~ )은 미국의 사진가이다. 2006년 이스라엘-레바논 전쟁에서 베이루트의 사진으로 2006년 올해의 월드 프레스 포토에 선정되었다.